# Dao động điện
Dao động điện là một mạch điện gồm một tụ điện và một cuộn cảm mắc vào nhau thành khung dao động. Muốn khung này có điện dao động, ban đầu ta cần phải nạp điện cho tụ điện. Muốn duy trì dao động điện trong khung ta phải bù số điện thất thoát trong khi dao động.

## Nguyên lý hoạt động
Mạch dao động điện từ LC, Gồm một tụ điện mắc nối tiếp với một cuộn cảm thành mạch kín (như hình bên):
- Nếu điện trở r rất nhỏ (≈ 0): mạch dao động lý tưởng.
- Muốn mạch hoạt động → tích điện cho tụ điện rồi cho nó phóng điện tạo ra một dòng điện xoay chiều trong mạch.
- Người ta sử dụng hiệu điện thế xoay chiều được tạo ra giữa hai bản của tụ điện bằng cách nối hai bản này với mạch ngoài.

Ta cấp nguồn tích điện cho tụ điện, điện tích q của tụ tăng từ 0 đến giá trị cực đại Q0, tụ điện ngừng tích điện. Sau đó nối tụ điện với cuộn cảm tạo thành mạch kín giữa L và C gọi là mạch dao động, tụ điện phóng điện và có dòng điện qua cuộn cảm. Cuộn cảm, cảm ứng điện do tụ điện phóng ra quay về nạp điện cho tụ điện, tuy nhiên dòng điện này trái dấu với dòng điện ban đầu mà tụ điện phóng ra. Nếu Điện trở trong khung dao động này bằng 0 thì dao động điện sẽ duy trì mãi.

## Mạch Điện LC nối Tiếp
Mạch điện ở trạng thái cân bằng
{\displaystyle V_{L}+V_{C}=0}
{\displaystyle L{\frac {di}{dt}}+{\frac {1}{C}}\int idt=0}
{\displaystyle {\frac {di^{2}}{dt^{2}}}+{\frac {1}{LC}}i=0}
{\displaystyle {\frac {di^{2}}{dt^{2}}}=-{\frac {1}{T}}i}
{\displaystyle i=ASin\omega t}
{\displaystyle \omega ={\frac {1}{\sqrt {LC}}}}
{\displaystyle T={\frac {1}{f_{0}}}={\frac {1}{2\pi {\sqrt {LC}}}}}

Mạch điện ở trạng thái đồng bộ
{\displaystyle Z_{L}+Z_{C}=0}
{\displaystyle v(\theta )=ASin(\omega _{o}t+2\pi )-ASin(\omega _{o}t-2\pi )}
{\displaystyle \omega _{o}=\pm j{\sqrt {\frac {1}{T}}}}
{\displaystyle {\displaystyle T={\frac {1}{f_{0}}}={\frac {1}{2\pi {\sqrt {LC}}}}}}

## Mạch Điện RLC nối Tiếp
Mạch điện điện tử của 3 linh kiện điện tử R, L và C

#### 1. R≠0 và mạch điện hoạt động ở trạng thái cân bằng
{\displaystyle V_{L}+V_{C}+V_{R}=0}
{\displaystyle L{\frac {di}{dt}}+{\frac {1}{C}}\int idt+iR=0}
{\displaystyle {\frac {d^{2}i}{dt^{2}}}+{\frac {R}{L}}{\frac {di}{dt}}+{\frac {1}{LC}}i=0}
{\displaystyle {\frac {d^{2}i}{dt^{2}}}=-{\frac {R}{2L}}{\frac {di}{dt}}-{\frac {1}{LC}}i}
{\displaystyle {\frac {d^{2}i}{dt^{2}}}=-2\alpha {\frac {di}{dt}}-\beta i}
{\displaystyle \beta ={\frac {1}{T}}={\frac {1}{LC}}}
{\displaystyle \alpha =\beta \gamma ={\frac {R}{2L}}}
{\displaystyle T=LC}
{\displaystyle \gamma =RC}
Nghiệm phương trình
Một nghiệm thực. {\displaystyle \alpha =\beta }. {\displaystyle i=Ae^{-\alpha t}=A(\alpha )}
Hai nghiệm thực. {\displaystyle \alpha >\beta }. {\displaystyle i=Ae^{(-\alpha \pm {\sqrt {\alpha -\beta }})t}}
Hai nghiệm phức. {\displaystyle \alpha <\beta }. {\displaystyle i=Ae^{(-\alpha \pm j{\sqrt {\beta -\alpha }})t}=A(\alpha )Sin\omega t}
{\displaystyle A(\alpha )=Ae^{-\alpha t}}
{\displaystyle \omega ={\sqrt {\beta -\alpha }}}

#### 2. R≠0 và mạch điện hoạt động ở trạng thái đồng bộ
{\displaystyle Z_{L}=-Z_{C}}
{\displaystyle \omega _{o}={\sqrt {\frac {1}{T}}}}
{\displaystyle T=LC}
{\displaystyle Z_{t}=Z_{L}+Z_{C}+Z_{R}=Z_{R}=R}
{\displaystyle i={\frac {v}{R}}}
{\displaystyle i(\omega =0)=0}
{\displaystyle i(\omega =\omega _{o})={\frac {v}{R}}}
{\displaystyle i(\omega =00)=0}

#### 3. R=0 và mạch điện hoạt động ở trạng thái cân bằng
{\displaystyle V_{L}+V_{C}=0}
{\displaystyle L{\frac {d^{2}i}{dt^{2}}}+{\frac {1}{C}}\int idt=0}
{\displaystyle {\frac {d^{2}i}{dt^{2}}}+{\frac {1}{LC}}i=0}
{\displaystyle {\frac {d^{2}i}{dt^{2}}}=-{\frac {1}{T}}i}
{\displaystyle i=ASin\omega t}
{\displaystyle \omega ={\sqrt {\frac {1}{T}}}}
{\displaystyle T=LC}

#### 4. R=0 và mạch điện hoạt động ở trạng thái đồng bộ
{\displaystyle Z_{L}=-Z_{C}}
{\displaystyle \omega _{o}={\sqrt {\frac {1}{T}}}}
{\displaystyle T=LC}
{\displaystyle V_{L}=-V_{C}}
{\displaystyle v(\theta )=ASin(\omega _{o}t+2\pi )-ASin(\omega _{o}t-2\pi )}

## Công Thức Tổng Quát
Mọi Dao động đều có thể biểu diễn bằng một phương trình Sóng dao động di phân bậc hai có nghiệm là hàm số Sóng Sin như sau
| Mạch Điện                          | Phương trình dao động                                                               | Hàm số sóng dao động                                                                                                 | Tần số góc                                       | Hằng số thời gian    |
| LC nối tiếp ở trạng thái cân bằng  | {\displaystyle {\frac {d^{2}}{dt^{2}}}i(t)=-\omega i(t)}                            | {\displaystyle i(t)=ASin\omega t}                                                                                    | {\displaystyle \omega ={\frac {1}{T}}}           | {\displaystyle T=LC} |
| LC nối tiếp ở trạng thái đồng bộ   | {\displaystyle Z_{L}=-Z_{C}}                                                        | {\displaystyle V_{L}=-V_{C}}                                                                                         | {\displaystyle \omega ={\frac {1}{T}}}           | {\displaystyle T=LC} |
| RLC nối tiếp ở trạng thái cân bằng | {\displaystyle {\frac {d^{2}}{dt^{2}}}i(t)=-2\alpha {\frac {d}{dt}}i(t)-\beta i(t)} | {\displaystyle i(t)=ASin\omega t}                                                                                    | {\displaystyle \omega ={\sqrt {\beta -\alpha }}} | {\displaystyle T=LC} |
| LC nối tiếp ở trạng thái đồng bộ   | {\displaystyle Z_{L}=-Z_{C}} {\displaystyle Z_{t}=R}                                | {\displaystyle i(\omega =0)=0} {\displaystyle i(\omega =\omega _{o})={\frac {v}{R}}} {\displaystyle i(\omega =00)=0} | {\displaystyle \omega ={\frac {1}{T}}}           | {\displaystyle T=LC} |